# Carlos Prío Socarrás
Carlos Manuel Prío Socarrás (Bahía Honda, Pinar del Río, Cuba, 14 de julio de 1903 - Miami, Florida, Estados Unidos, 5 de abril de 1977) fue un abogado y político cubano. Fue presidente de la República de Cuba de 1948 a 1952, año en que fue derrocado por un golpe de Estado liderado por Fulgencio Batista el 10 de marzo de ese año, tres meses antes de que se convocaran nuevas elecciones. Su gobierno se caracterizó por tener fuertes lazos con los Estados Unidos de América. Fue el primer presidente cubano que nació en una Cuba independiente, y el último en ser elegido en una elecciones multipartidistas y democráticas antes de la llegada al poder de la Revolución cubana.

## Primeros años
Nació el 14 de julio de 1903 en el poblado de Bahía Honda, provincia de Pinar del Río. Era hijo de Francisco Prío Rivas (1860-?) y María de Regla Socarrás Socarrás (1871-1960), que fue una heroína de la Guerra de Independencia cubana de 1895: Antonio Maceo la nombró capitana. Carlos tuvo tres hermanos: María Regla, Antonio, y Francisco. Participó en las luchas estudiantiles de los años 1930. Fue secretario general del Directorio Estudiantil Universitario que combatió al gobierno de Gerardo Machado, y fue uno de los fundadores del Partido Revolucionario Cubano (Auténtico) en 1934.
Comenzó a estudiar Derecho en la Universidad de La Habana en 1927, y se graduó de doctor en Derecho Civil en 1934. También estudió Filosofía y Letras en esa universidad. Fue presidente de los estudiantes de la Escuela de Derecho de esta universidad en 1930. Participó de la Revolución del Treinta. Desde enero de 1931 hasta 1933 (2 años) cumplió prisión, primero en el Castillo del Príncipe y después en el Presidio Modelo por oponerse al gobierno de Gerardo Machado. Presidió la Agrupación Revolucionaria de Cuba en el Campamento militar de Columbia (cuartel central del ejército cubano, en La Habana) que se formó por los sucesos del 4 de septiembre de 1933. Emigró de Cuba hacia Estados Unidos en 1935 por razones políticas, y regresó en 1939. Fue delegado a la Asamblea Constituyente de 1940, y senador desde 1940. Desde 1945 hasta 1947 ocupó el puesto de primer ministro y de 1947 a 1948 de ministro del trabajo en el gobierno de Ramón Grau San Martín. Como ministro de Trabajo adoptó una línea anticomunista y eliminó la dirigencia comunista en los sindicatos. En marzo de 1947, siendo primer ministro, tuvo un duelo de honor a espada con el senador Eduardo Chibás en la Sala de Armas del Capitolio Nacional, que ganó. 
Participó en las elecciones presidenciales de Cuba de 1948 por el Partido Auténtico. Finalmente resulta ganador con amplia mayoría.

## Presidencia

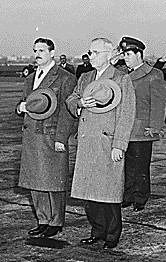
Prío Socarrás (izquierda) junto al presidente de los Estados Unidos, Harry S. Truman en 1948.

Carlos Prío Socarrás asumió la presidencia en medio de una crisis política y una férrea oposición liderada por Eduardo Chibás. Para enfrentar esa situación conformó un Gabinete, bautizado como "Gobierno de la Cordialidad", en el que integró a figuras como Guillermo Alonso Pujol (Partido Republicano) y Manuel Antonio de Varona.
En 1948, Prío viajó a Estados Unidos en una visita de Estado de 5 días, y fue recibido por el presidente Harry S. Truman. Regresó a Cuba en el avión presidencial de Truman. Los disturbios y la violencia callejera que habían comenzado durante el gobierno de Ramón Grau San Martín no terminaron, sino que se incrementaron. Por ese motivo, una de las primeras leyes del Presidente Prío fue la «Ley de Represión del Gansterismo» (Ley No. 5) de noviembre de 1948, y en 1949 creó el GRAS (Grupo de Represión de Actividades Subversivas), pero esas medidas no lograron su propósito. En 1950 inauguró la televisión en Cuba.
En 1951, Prío terminó con el curso legal del dólar estadounidense en Cuba. Ese año inició la construcción del Túnel de Línea (bajo el río Almendares), y ese año el líder del Partido Ortodoxo Eduardo Chibás acusó en su programa radial al ministro de Educación Aureliano Sánchez Arango de haberse robado millones de pesos de la merienda escolar, con los que habría comprado unas propiedades en Guatemala, lo cual no pudo probar, y se suicidó de un disparo en la ingle durante una transmisión en vivo de su programa radial. Fue llevado a un hospital de La Habana, lo operaron, pero murió 11 días después. El 12 de febrero de 1952 fue asesinado por pandilleros en La Habana, Alejo Cossío del Pino, ministro de Gobernación en 1947, en el gobierno de Grau. Los ministros de Gobernación y Defensa declararon el 13 de febrero de 1952, que en los 3 años anteriores hubo más de 33 muertos y 70 heridos en atentados realizados por pistoleros políticos. Más de 140 personas arrestadas por la policía, nunca fueron llevadas a juicio. La violencia entre facciones políticas y las denuncias de robos y autoenriquecimiento en las filas del gobierno empañaron el mandato de Prío.
El programa de gobierno del Presidente Prío se basó principalmente en la lucha contra la inflación, el establecimiento de cooperativas agrícolas y el fomento de la agricultura, el establecimiento del Banco Nacional de Cuba en 1948, creación del Banco de Fomento Agrícola e Industrial de Cuba (BANFAIC) en 1950, mejoras en el sistema educacional, el fomento industrial, la negativa a préstamos extranjeros, y el incremento en las obras públicas.
Prío reguló las rentas a pagar por los arrendatarios, repartió cientos de caballerías de tierras del Estado y obligó a los propietarios de más de 50 acres sin cultivar a arrendarlas. En los bateyes azucareros, donde antes solo se podía comprar en la tienda del dueño del ingenio, implantó el comercio libre. Mantuvo la producción de azúcar por encima de los cinco millones de toneladas anuales
Las exportaciones de azúcar sobrepasaron los 600 millones de pesos, y se incrementó la producción de café, tabaco, tejidos, calzado, industria alimenticia, la pesca, así como la construcción en general. 
A la Biblioteca Nacional se le dio el nombre José Martí en 1949, y la construcción de su actual sede comenzó en 1952 durante el gobierno de Prío. Se hicieron nuevas carreteras en la costa norte, y se comenzaron las obras de la Universidad Central de Las Villas en febrero de 1952, y fue inaugurada en noviembre de ese año. Los salarios aumentaron y las inversiones norteamericanas, muchas en sociedad con capitales cubanos.
En 1949, el presidente destituyó al jefe del Ejército Constitucional, mayor general Genovevo Pérez Dámera (herido en un atentado en diciembre de 1951, en Camagüey), por sospechas de que estaba conspirando con el dictador dominicano Rafael Leónidas Trujillo, y nombró en su lugar al general Ruperto Cabrera. Ese año nombró como ministra sin cartera a Mariblanca Sabas Alomá, segunda mujer ministra en Cuba. Prío era anticomunista y durante su gobierno disminuyó la dirigencia comunista en los sindicatos obreros. El periódico Hoy del Partido Socialista Popular (comunista) fue clausurado por el gobierno desde el 24 de agosto de 1950 hasta el 26 de agosto de 1951.
Durante su gobierno (1949) hubo un escándalo en que fue acusado el ministro de Hacienda Antonio Prío (hermano del presidente) de haberse robado una alta suma de pesos cubanos (equivalentes a dólares) en billetes deteriorados que se le habían entregado a él para que fueran incinerados. La cantidad nunca fue precisada, pero el expresidente Batista en 1960 dijo que fueron $47 millones. Este hecho no pudo comprobarse. También durante su gobierno hubo otro escándalo, debido a que desaparecieron del Juzgado de Instrucción más de 6000 folios de la Causa 82 de 1949 contra el expresidente Ramón Grau y otros miembros de su gobierno (1944-1948) por malversación de 174 millones de pesos. Esa acusación nunca fue probada.

## Exilio y muerte
El gobierno de Carlos Prío Socarrás terminó el 10 de marzo de 1952 con el golpe de Estado del senador y mayor general retirado Fulgencio Batista. Cuando se produjo el golpe en la madrugada del 10 de marzo, Prío estaba con su familia en su residencia privada: Finca La Chata, en La Habana. Prío perdió el apoyo del ejército cubano que se unió a los golpistas, y decidió asilarse el 10 de marzo en la embajada de México en la capital, junto con su familia y algunos funcionarios de su gobierno. El 13 de marzo marchó en avión a México, y después a Estados Unidos con su familia, sin defender su gobierno ante el golpe militar. En diciembre de 1953 fue detenido en Miami y acusado de violar la Ley de Neutralidad de 1939 de EE. UU., por intentar enviar armas para Cuba. El 15 de mayo de 1955 Batista promulgó una Ley de Amnistía, aprobada antes por el Congreso cubano, y Prío regresó a Cuba en agosto de ese año y abogó en contra de la violencia, pero en mayo de 1956 fue acusado de conspirar contra el gobierno y regresó a Estados Unidos.

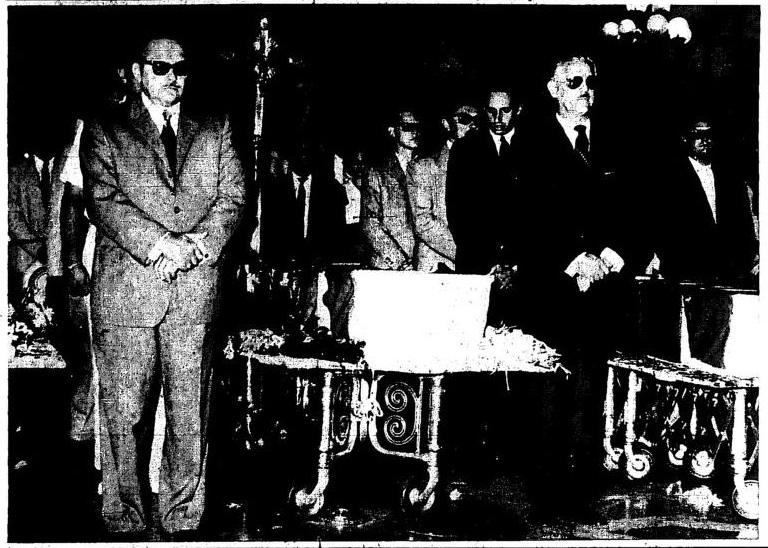
El presidente Manuel Urrutia Lleó y Carlos Prío Socarrás sirven como guardia de honor a los restos de los mártires de la Expedición del Corynthia en el Capitolio de La Habana en mayo de 1959.

En el exilio en Estados Unidos conspiró para derrocar la dictadura de Batista, y fue enjuiciado allí por violar la ley americana de neutralidad, por participar en tráfico de armas destinadas a grupos antibatistianos. Apoyó y aportó dinero para la expedición del Corynthia y para que Fidel Castro comprara el yate Granma, y apoyó la lucha guerrillera de Castro y sus seguidores en la Sierra Maestra contra la dictadura batistiana. Fue firmante del Pacto de Caracas.

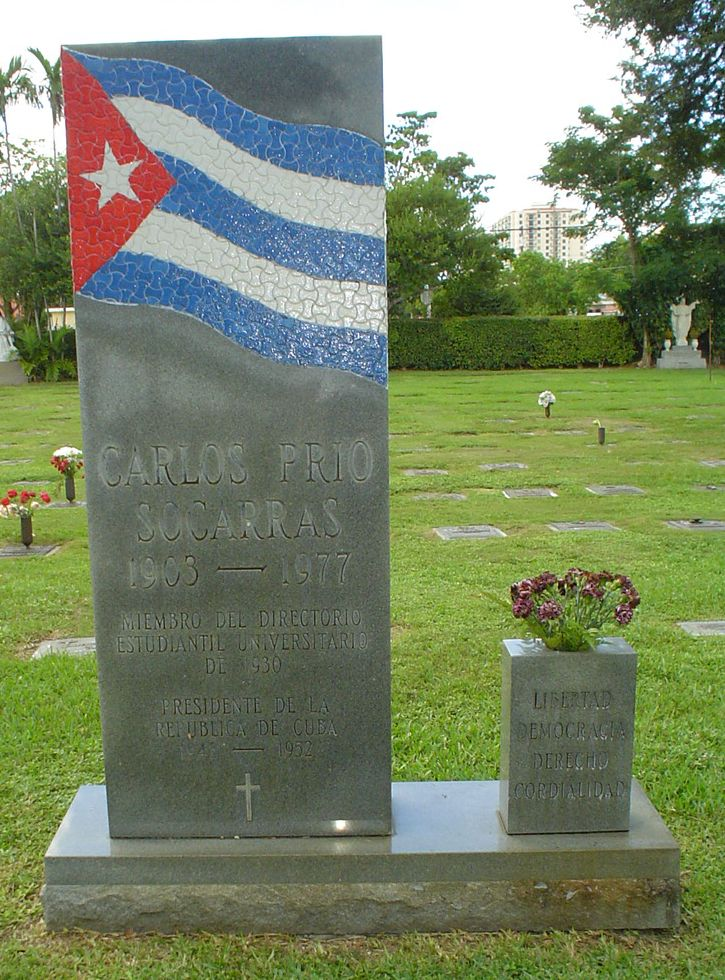
Tumba de Carlos Prío Socarrás en el Cementerio y Mausoleo Norte del Parque Caballero Rivero Woodlawn.

Regresó a Cuba con el triunfo de la Revolución cubana el 1 de enero de 1959, antes que el propio Fidel Castro llegara a La Habana, y apoyó al gobierno de Fidel Castro durante los 2 primeros años, en ese período mantuvo una posición conciliadora entre Cuba y Estados Unidos.
Sin embargo, Prío rompió con el gobierno cubano después de que este se declarara marxista-leninista y abandonó la isla en los primeros meses de 1961 regresando a Estados Unidos, desde allí respaldo políticamente a la Rebelión del Escambray. Su residencia Finca La Chata fue registrada y confiscada por el gobierno de Castro. Carlos Prío Socarrás se suicidó en su casa de Miami el 5 de abril de 1977 de un disparo en el pecho. La causa del suicidio se desconoce, pero estaba pasando por graves problemas financieros. Algunos señalan que el padecía de trastorno depresivo mayor.